# Roemenië op het Eurovisiesongfestival
Roemenië doet sinds 1994 mee aan het Eurovisiesongfestival.

## Geschiedenis

### Debuut

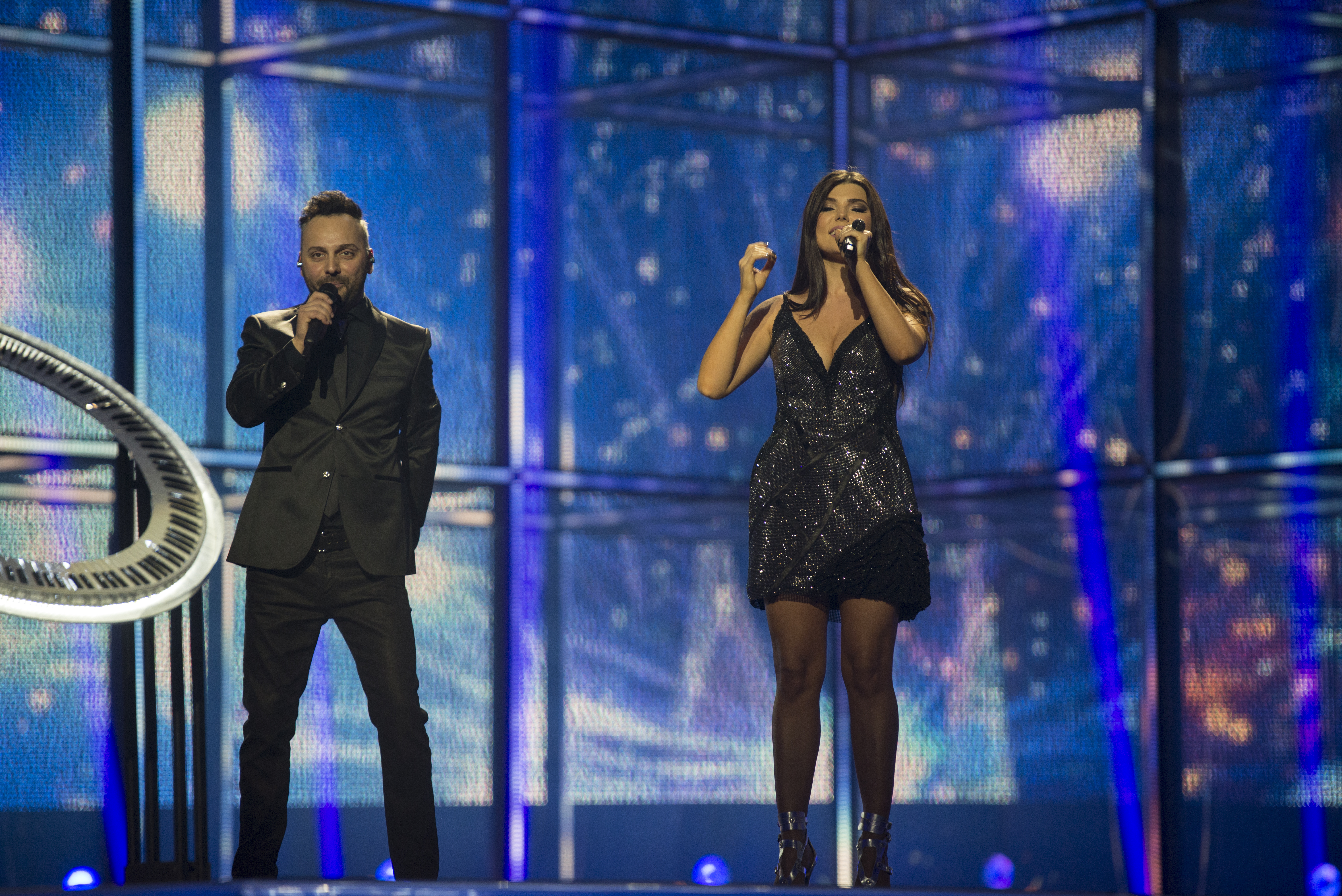
Paula Seling en Ovi op het Eurovisiesongfestival van 2014 in Kopenhagen

De eerste intenties om aan het Eurovisiesongfestival deel te nemen, zou Roemenië gehad hebben in de jaren 70. In die tijd lag het land echter achter het IJzeren Gordijn en was het onmogelijk om aan de wedstrijd mee te doen. Roemenië was tussen 1977 en 1980 wel deelnemer aan het Intervisiesongfestival.
Na de Roemeense Revolutie in 1989, bloeide de interesse in het Eurovisiesongfestival op. De Roemenen deden in 1992 een poging om te debuteren, maar stuitten hierbij op financiële problemen en moesten hun eerste deelname nog eens uitstellen. In 1993 leek het moment daar. De nationale omroep TVR werd een volwaardig lid van de EBU, en er werd een nationale voorronde (Selecția Națională) in het leven geroepen, waarbij het lied Nu pleca van Dida Drăgan gekozen werd als de eerste Roemeense inzending. Toch was het songfestivaldebuut hiermee nog niet zeker. Omdat er meer landen hun debuut wilden maken (zoals Slovenië en Bosnië en Herzegovina), en er maar een beperkt aantal plaatsen beschikbaar was, moest eerst nog worden aangetreden in een speciale voorselectie. Hieraan namen zeven landen deel, waarbij de beste drie naar het songfestival mochten. Drăgan stelde teleur en eindigde op de laatste plaats, waarmee Roemenië werd uitgeschakeld.
Een jaar later, in 1994, werd door de EBU een roulatiesysteem geïntroduceerd, waardoor Roemenië gegarandeerd aan het songfestival kon deelnemen. Het land debuteerde in Dublin met het lied Dincolo de nori van Dan Bittman. Het werd geen succes, want de Roemenen kwamen niet verder dan de 21ste plaats. Dat was, gezien het roulatiesysteem, te laag om in 1995 opnieuw mee te mogen doen.

### 1996 - 2003
In 1996 was Roemenië, net als in 1993, veroordeeld tot een voorronde. Het betrof een eenmalige audio-voorronde waaraan alle 29 landen (exclusief gastland Noorwegen) moesten deelnemen. De 22 beste inzendingen mochten aantreden op het Eurovisiesongfestival, maar Roemenië (dat zich in de strijd wierp met het lied Rugă pentru pacea lumii van Monica Anghel en Sincron) eindigde net als in 1993 roemloos op de laatste plaats en werd uitgeschakeld.
Ook in 1997 mochten de Roemenen niet meedoen aan het songfestival. Dit vanwege de slechte prestaties van de eerdere jaren. In 1998 was het land er wel weer bij, maar scoorde het wederom slecht. Zangeres Mălina Olinescu kreeg in Birmingham slechts zes punten (afkomstig van Israël), en eindigde op de 22ste plaats. Dit is tot op heden het slechtste Roemeense resultaat op het songfestival (in de finale), en had voor het land opnieuw een jaar overslaan tot gevolg.
In 2000 keerde Roemenië terug. In de hoop dat het de kansen op een goed resultaat zou doen toenemen, werd voor het eerst deelgenomen met een Engelstalig nummer: The moon van popgroep Taxi. Met een zeventiende plaats scoorden de Roemenen echter opnieuw teleurstellend, en wederom werd het land veroordeeld tot een jaar afwezigheid. Samen met Finland was Roemenië in deze periode het slechtst presterende land op het Eurovisiesongfestival.
Ondanks de teleurstellende resultaten, liet Roemenië zich niet uit het veld slaan. Het land keerde in 2002 gewoon weer terug naar het songfestival, met de ballad Tell me why van Monica Anghel en Marcel Pavel. Een nieuwe afgang lag voor de hand; in de peilingen voorafgaand aan het festival werd de inzending gezien als favoriet voor de laatste plaats. De verrassing was echter groot toen bleek dat het Roemeense duo na de puntentelling op de negende plaats was beland. Het betekende het eerste succesje voor Roemenië op het songfestival, een prestatie die een jaar later nog eens bijna werd herhaald met een tiende plaats voor zangeres Nicola.

### 2004 - 2010

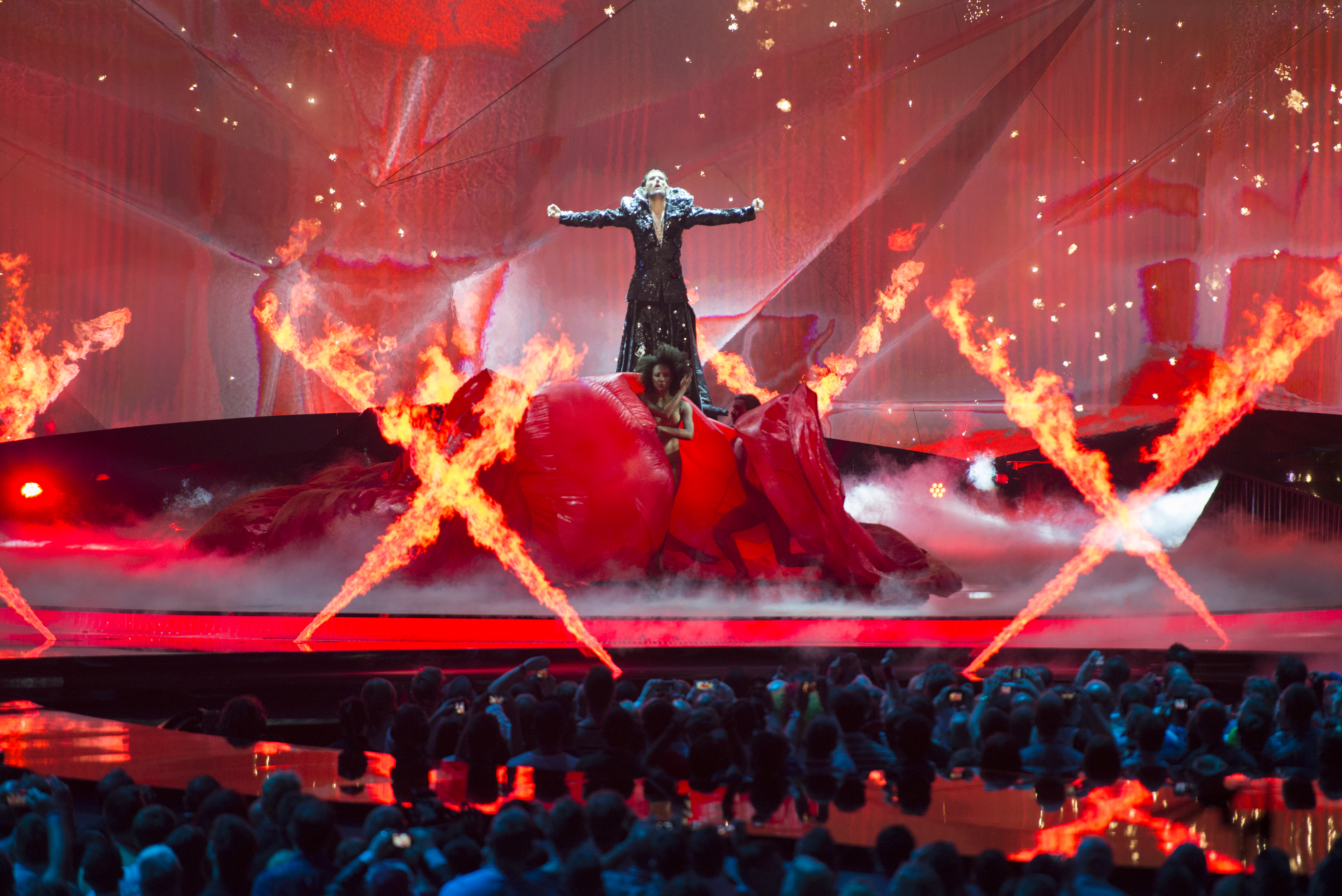
Cezar op het Eurovisiesongfestival van 2013 in Malmö

In 2004 werd op het Eurovisiesongfestival de halve finale geïntroduceerd. Roemenië hoefde hier in dat jaar echter nog niet aan mee te doen dankzij de top 10-klassering van een jaar eerder. Sanda Ladoși mocht in Istanboel zodoende rechtstreeks aantreden in de finale. De zangeres presteerde echter onvoldoende, met slechts 18 punten en een 18de plaats voor haar lied I admit.
In 2005 was Roemenië wel tot de halve finale veroordeeld. Het land werd in Kiev vertegenwoordigd door Luminița Anghel en Sistem, die aantraden met het opzwepende lied Let me try. De act baarde opzien en wist (in een deelnemersveld van 25 landen) de halve finale met 235 punten te winnen. Twee dagen later stond Roemenië in de finale als een van de outsiders voor de eindzege. Het kreeg bij de puntentelling van drie landen de maximale score van 12 punten en deed lang mee in de strijd om de bovenste plaatsen. Winnen deed het land uiteindelijk niet, maar de derde plaats in de einduitslag was desondanks een uitstekend resultaat.
Het succes van Roemenië werd in 2006 voortgezet door zanger Mihai Trăistariu, die met zijn nummer Tornerò rechtstreeks in de finale mocht aantreden. Net als Let me try werd ook deze inzending enthousiast ontvangen: het belandde in Athene op de vierde plaats. Trăistariu kreeg 172 punten, het hoogste aantal voor een Roemeense inzending onder het oude puntensysteem dat gold tot 2016.
In 2007 werd Roemenië vertegenwoordigd door het gezelschap Todomondo. Zij brachten in Helsinki het nummer Liubi, liubi, I love you, dat in zes talen werd gezongen: Engels, Italiaans, Spaans, Russisch, Frans en Roemeens. Net als een jaar eerder, was Roemenië ook nu rechtstreeks geplaatst voor de finale. Daar kwam het liedje met een dertiende plaats echter niet verder dan de middenmoot.
Zowel in 2008 als in 2009 boekten de Roemenen onopvallende resultaten, met in de finale respectievelijk een twintigste plaats voor Nico en Vlad Miriță, en een negentiende plaats voor Elena Gheorghe. Veel meer succes kwam er weer in 2010, dankzij de deelname van het duo Paula Seling en Ovi. Hun lied Playing with fire werd in Europa positief ontvangen en stond voorafgaand aan het songfestival hoog in de peilingen. Critici achtten de inzending kansrijk om de wedstrijd te winnen en het songfestival zodoende voor het eerst naar Boekarest te halen. Uiteindelijk lukte dit niet; Seling en Ovi kregen in de finale 162 punten en eindigden op de derde plaats, achter Turkije en het winnende Duitsland. Het was desondanks een evenaring van het beste Roemeense resultaat van vijf jaar eerder.

### 2011 - 2015
De laatste jaren zijn de Roemenen op het songfestival vooral erg succesvol in de halve finale. In 2012 eindigde de groep Mandinga namens Roemenië op de derde plaats in de halve finale, en in 2014 leverde het nogmaals afvaardigen van Paula Seling en Ovi een tweede plaats op. In de finale presteerden de Roemenen echter matig; tussen 2011 en 2015 eindigden ze steevast in de middenmoot.

### Uitsluiting
In 2016 werd Roemenië uitgesloten van het festival en andere EBU-diensten nadat omroep TVR zijn schulden aan de EBU niet tijdig had terugbetaald. Dit werd beslist nadat de kandidaat voor Roemenië, Moment of silence van Ovidiu Anton, al was geselecteerd en de verdeling in de halve finales achter de rug was. De tweede halve finale telde hierdoor één kandidaat minder dan aanvankelijk voorzien. De Roemeense inzending stond al op de officiële cd en op de elektronische kanalen. De EBU besloot dat ook zo te laten.

### Vanaf 2017
Het jaar erna werden alle verplichtingen wel nagekomen en kwam Roemenië terug. In 2017 stuurde het land Ilinca en Alex Florea naar Kiev met het lied Yodel it!, dat - zoals de naam aangeeft - deels gejodeld werd. Roemenië haalde met dat lied de finale en werd zevende in het eindklassement. In 2018 werden The Humans met Goodbye elfde in de tweede halve finale, wat een plaats te laag was voor een ticket voor de finale. Het was de eerste keer dat Roemenië in de halve finale werd uitgeschakeld. In 2019 behaalde Ester Peony evenmin een finaleplaats, net zomin als ROXEN in 2021. In 2022 wist zanger en danser WRS met zijn Llámame de finale te bereiken, voor het eerst sinds 2017.

## Taal

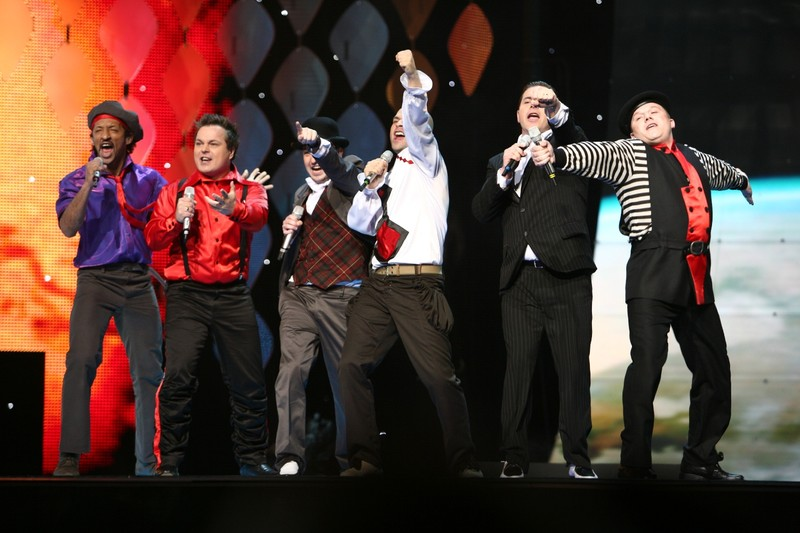
Todomondo zong in zes talen op het Eurovisiesongfestival van 2007 in Helsinki

Tot 1999 was het voor de deelnemende landen op het Eurovisiesongfestival verplicht om in de eigen taal te zingen. Tot dat jaar werden de Roemeense inzendingen dan ook vertolkt in het Roemeens. Sinds de vrije taalregel ingevoerd werd, heeft Roemenië voornamelijk Engelstalige liedjes naar het songfestival gestuurd. Het Roemeens is sindsdien nog maar in drie inzendingen voorgekomen.
Af en toe bevatten de Roemeense inzendingen ook nog een andere taal. Zo werden de inzendingen van 2006 en 2008 deels vertolkt in het Italiaans, en de inzendingen van 2012 en 2022 deels in het Spaans. De inzending van 2007 werd in zes talen gezongen: Engels, Italiaans, Spaans, Russisch, Frans en Roemeens.

## Nationale voorronde
De Roemeense inzendingen worden gekozen via de nationale voorronde Selecția Națională, dat sinds 1993 ieder jaar plaatsvindt. Het wordt georganiseerd door televisiezender TVR, en is in de loop der jaren op verschillende locaties gehouden: in tv-studio's, concertzalen, circussen of in de open lucht. Ook het stemsysteem is dikwijls veranderd. Zo werd in 1993 de winnaar aangeduid via een opiniepeiling bij 1100 huishoudens in Roemenië en Moldavië, maar lag de beslissing in 1994 en 1996 volledig bij een vakjury. Af en toe, zoals in 1998, werd er gewerkt met verschillende regionale jury's. In 2000 was er helemaal geen jury en lag de keuze voor het winnende lied geheel in handen van televoting.
Sinds 2002 wordt ieder jaar gewerkt met een combinatie van een vakjury en televoting. Doorgaans hebben beiden 50% van de uitslag in handen. Selecția Națională bestaat normaal gesproken uit één show, maar in 2007, 2008, 2009 en 2013 kende de nationale selectie ook twee halve finales.
Driemaal trad de winnaar van de nationale finale uiteindelijk toch niet aan op het podium van het Eurovisiesongfestival. In 1993 en 1996 strandde de Roemeense inzending in een speciale voorronde, die de bedoeling had het aantal deelnemende landen op het songfestival beperkt te houden. In 2016 werd Roemenië op het laatste moment uitgesloten van deelname vanwege een betalingsachterstand aan de EBU.

## Roemeense deelnames
| Jaar | Artiest                      | Titel                        | Fin. | Ptn. | Semi | Ptn. | Taal                  |
| ---- | ---------------------------- | ---------------------------- | ---- | ---- | ---- | ---- | --------------------- |
| 1994 | Dan Bittman                  | Dincolo de nori              | 21   | 14   |      |      | Roemeens              |
| 1998 | Mălina Olinescu              | Eu cred                      | 22   | 6    |      |      | Roemeens              |
| 2000 | Taxi                         | The moon                     | 17   | 25   |      |      | Engels                |
| 2002 | Monica Anghel & Marcel Pavel | Tell me why                  | 9    | 71   |      |      | Engels                |
| 2003 | Nicola                       | Don't break my heart         | 10   | 73   |      |      | Engels                |
| 2004 | Sanda Ladoși                 | I admit                      | 18   | 18   | X    | X    | Engels                |
| 2005 | Luminița Anghel & Sistem     | Let me try                   | 3    | 158  | 1    | 235  | Engels                |
| 2006 | Mihai Trăistariu             | Tornerò                      | 4    | 172  | X    | X    | Engels en Italiaans   |
| 2007 | Todomondo                    | Liubi, liubi, I love you     | 13   | 84   | X    | X    | Meertalig             |
| 2008 | Nico & Vlad Miriță           | Pe-o margine de lume         | 20   | 45   | 7    | 94   | Roemeens en Italiaans |
| 2009 | Elena Gheorghe               | The Balkan girls             | 19   | 40   | 9    | 67   | Engels                |
| 2010 | Paula Seling & Ovi           | Playing with fire            | 3    | 162  | 4    | 104  | Engels                |
| 2011 | Hotel FM                     | Change                       | 17   | 77   | 4    | 111  | Engels                |
| 2012 | Mandinga                     | Zaleilah                     | 12   | 71   | 3    | 120  | Spaans en Engels      |
| 2013 | Cezar                        | It's my life                 | 13   | 65   | 5    | 83   | Engels                |
| 2014 | Paula Seling & Ovi           | Miracle                      | 12   | 72   | 2    | 125  | Engels                |
| 2015 | Voltaj                       | De la capăt (all over again) | 15   | 35   | 5    | 89   | Roemeens en Engels    |
| 2017 | Ilinca feat. Alex Florea     | Yodel it!                    | 7    | 282  | 6    | 174  | Engels                |
| 2018 | The Humans                   | Goodbye                      | X    | X    | 11   | 107  | Engels                |
| 2019 | Ester Peony                  | On a Sunday                  | X    | X    | 13   | 71   | Engels                |
| 2021 | Roxen                        | Amnesia                      | X    | X    | 12   | 85   | Engels                |
| 2022 | WRS                          | Llámame                      | 18   | 65   | 9    | 118  | Engels en Spaans      |
| 2023 | Theodor Andrei               | D.G.T. (off and on)          | X    | X    | 15   | 0    | Engels en Roemeens    |

## Punten
Roemenië wisselt op het Eurovisiesongfestival opvallend veel punten uit met buurland Moldavië. Dit hangt waarschijnlijk samen met het feit dat de twee landen ooit één land vormden en nog steeds een gemeenschappelijke taal en cultuur delen. Dat Spanje vaak veel punten gaf aan Roemenië is te verklaren doordat dat land een grote Roemeense minderheid kent.
Periode 1994-2023. Punten uit halve finales zijn in deze tabellen niet meegerekend.
| Plaats | Land        | Punten |
| ------ | ----------- | ------ |
| 1      | Moldavië    | 182    |
| 2      | Griekenland | 109    |
| 3      | Zweden      | 101    |
| 4      | Rusland     | 80     |
| 5      | Italië      | 7079   |

| Plaats | Land        | Punten |
| ------ | ----------- | ------ |
| 1      | Moldavië    | 159    |
| 2      | Spanje      | 142    |
| 3      | Israël      | 96     |
| 4      | Griekenland | 69     |
| 5      | Portugal    | 65     |

### Twaalf punten gegeven aan Roemenië
| Aantal | Land            | Wanneer                                                          |
| ------ | --------------- | ---------------------------------------------------------------- |
| 9      | Moldavië        | 2006, 2007, 2008, 2009, 2010, 2011, 2012, 2014, 2015, 2017 (j+t) |
| 4      | Spanje          | 2005, 2006, 2007, 2008                                           |
| 2      | Noord-Macedonië | 2000, 2002                                                       |
| 2      | Rusland         | 2002, 2003                                                       |
| 1      | Ierland         | 2017 (t)                                                         |
| 1      | Israël          | 2005                                                             |
| 1      | Italië          | 2011                                                             |
| 1      | Portugal        | 2005                                                             |

(j) = vakjury; (t) = televoting

### Twaalf punten gegeven door Roemenië
(J) = Jury, (T) = Televoting 

(Vetgedrukte landen waren ook de winnaar van dat jaar.)
| Jaar | Land                | Jaar | Land            | Jaar | Land                       | Jaar | Land                        |
| ---- | ------------------- | ---- | --------------- | ---- | -------------------------- | ---- | --------------------------- |
| 1994 | Duitsland           | 2002 | Noord-Macedonië | 2010 | Denemarken                 | 2018 | Oostenrijk (j) Moldavië (t) |
| 1995 | Geen deelname       | 2003 | Zweden          | 2011 | Moldavië                   | 2019 | Australië (j) Nederland (t) |
| 1996 | Geen deelname       | 2004 | Griekenland     | 2012 | Moldavië                   | 2021 | Malta (j) Moldavië (t)      |
| 1997 | Geen deelname       | 2005 | Moldavië        | 2013 | Moldavië                   | 2022 | Oekraïne (j) Moldavië (t)   |
| 1998 | Verenigd Koninkrijk | 2006 | Moldavië        | 2014 | Zweden                     | 2023 | Italië (j) Moldavië (t)     |
| 1999 | Geen deelname       | 2007 | Moldavië        | 2015 | Italië                     |      |                             |
| 2000 | Rusland             | 2008 | Griekenland     | 2016 | Geen deelname              |      |                             |
| 2001 | Geen deelname       | 2009 | Moldavië        | 2017 | Nederland (j) Moldavië (t) |      |                             |

(j) = vakjury; (t) = televoting
1994 · 1995-1997 · 1998 · 1999 · 2000 · 2001 · 2002 · 2003 · 2004 · 2005 · 2006 · 2007 · 2008 · 2009 · 2010 · 2011 · 2012 · 2013 · 2014 · 2015 · 2016 · 2017 · 2018 · 2019 · 2020 · 2021 · 2022 · 2023 · 2024-2025